# Klan (miesięcznik)
Klan – polski magazyn poświęcony muzyce hip-hopowej, powstał z inicjatywy Krzysztofa Kozaka właściciela firmy R.R.X. i Arkadiusza Delisia, w latach późniejszych właściciela wytwórni muzycznej T1-Teraz. Czasopismo ukazywało się formie miesięcznika w latach 1997-2005. Deliś przez znaczny okres działalności czasopisma pełnił także funkcję redaktora naczelnego. Na jego łamach publikował m.in. raper Tymon Smektała oraz dziennikarze Radosław Miszczak i Andrzej Cała.
Do sprzedaży wraz z magazynem dołączana była płyta CD. Na kompilacjach sygnowanych przez Klan ukazały się m.in. nagrania takich wykonawców jak: Wzgórze Ya-Pa 3, Fenomen, Familia H.P., Killaz Group, O.S.T.R., Slums Attack, Flexxip, Duże Pe czy Fisz. Ponadto w 1999 roku w kooperacji z wytwórnią BMG Poland wraz z pismem ukazał się mixtape JanMario pt. Dawaj Mario na legalu. Z kolei w 2005 roku do gazety został dołączony singel Hemp Gru – To jest to / Życie Warszawy.